# 708 TCN
708 TCN là một năm trong lịch La Mã.